# Adyar (Karnataka)
Adyar è una suddivisione dell'India, classificata come census town, di 6.501 abitanti, situata nel distretto del Kannada Meridionale, nello stato federato del Karnataka. In base al numero di abitanti la città rientra nella classe V (da 5.000 a 9.999 persone).

## Società

### Evoluzione demografica
Al censimento del 2001 la popolazione di Adyar assommava a 6.501 persone, delle quali 3.228 maschi e 3.273 femmine. I bambini di età inferiore o uguale ai sei anni assommavano a 863, dei quali 459 maschi e 404 femmine. Infine, coloro che erano in grado di saper almeno leggere e scrivere erano 4.726, dei quali 2.506 maschi e 2.220 femmine.